# 阿爾姆 (蒙大拿州)
阿爾姆（英語：Ulm）是位於美國蒙大拿州喀斯喀特縣的普查規定居民點。

## 歷史
阿爾姆的郵局於1887年至1890年、1896年至1901年、1903年至今啟用。

## 人口
根據2020年美國人口普查的數據，阿爾姆的面積為53.96平方千米，當中陸地面積為52.48平方千米，而水域面積為1.47平方千米。當地共有人口723人，而人口密度為每平方千米13.4人。